# Proton (dvoustupňová nosná raketa)
Proton (rusky Протон) je označení dvoustupňové prototypové verze sovětské nosné rakety Proton, používané k vynášení družic do kosmického prostoru. Vyvinula ji konstrukční kancelář OKB-52 (Опытное конструкторское бюро №52, ОКБ-52), později přejmenovaná na Ústřední strojírenskou konstrukční kancelář CKBM (Centralnoje konstruktorskoje bjuro mašinostrojenija, ЦКБМ), pod vedením hlavního konstruktéra V. N. Čeloměje v rámci projektu UR-500 (universalnaja raketa, универсальная ракета УР-500). Vojenské typové označení bylo 8K82. Kódové označení používané ministerstvem obrany USA pro tento kosmický nosič je SL-9, označení používané studijní službou amerického Kongresu (Sheldonovo označení) je D.
Motory pro první stupeň vyvinula konstrukční kancelář OKB-456 pod vedením V. P. Gluška (nyní NPO Energomaš, НПО Энергомаш им. академика В. П. Глушко) v městě Chimki na okraji Moskvy. Motory pro druhý stupeň jsou dílem konstruktéra S. A. Kosberga z konstrukční kanceláře OKB-154 (nyní Konstrukční kancelář chemické automatizace KBChA, Конструкторское бюро химической автоматики, КБХА) ve Voroněži. Inerciální řídicí systém vyvinul v Moskvě vědecko-výzkumný ústav NII-885 (НИИ-885 Научно-исследовательский институт № 885), řízený N. A. Piljuginem.
Původně se počítalo s využitím tohoto typu jako mezikontinentální balistické rakety. Vzhledem k tomu, že používala skladovatelné kapalné pohonné látky, měla být lépe vojensky využitelná, než raketa R-7 Koroljovovy konstrukce. V případě vojenského použití mohla dopravovat termonukleární nálož o hmotnosti kolem 12,2 tuny s ekvivalentem 100 MT TNT na vzdálenost 10 000 km.
Nosné rakety tohoto typu byly vypouštěny z kosmodromu Bajkonur, kde měly k dispozici dvě rampy, a to č. 23 a 24 na komplexu 81. Přípravy raket ke startu probíhaly v montážní budově MIK (montažno-ispytatělnyj korpus, монтажно-испытательный корпус МИК) na komplexu 92.

## Konstrukce
První stupeň této nosné rakety je tvořen centrální válcovou nádrží na okysličovadlo o průměru 4,1 m, kolem níž je symetricky rozmístěn šest užších válcových nádrží o průměru 1,6 m, nahoře kose kuželovitě zakončenými. Ke dnu každé z šesti palivových nádrží jsou připevněny výkyvně uložené jednokomorové raketové motory typu RD-253 s uzavřeným cyklem.
Druhý stupeň je válcový o průměru 4,1 m, s integrálními válcovými nádržemi. Horní nádrž s vypuklými polokulovitými dny obsahuje palivo, dolní, oddělená společnou stěnou od horní nádrže, obsahuje okysličovadlo. K jejímu vypuklému dnu jsou vychylovatelně připojeny tři jednokomorové motory typu RD-0210 a jeden typu RD-211; ten se liší od tří ostatních pouze tím, že jeho součásti je plynový generátor, poskytující stlačený plyn pro tlakování nádrží s pohonnými látkami.
První a druhý stupeň byly spojeny válcovou příhradovou mezistupňovou konstrukcí. Nad druhým stupněm byl umístěn inerciální řídicí systém, sloužící k navedení rakety na oběžnou dráhu.

## Historie
První rozměrová maketa rakety UR-500 pro odzkoušení pozemního vybavení vzletových ramp byla na kosmodrom Bajkonur dodána 24. července 1964. O rok později, 16. července 1965 úspěšně vzlétl první exemplář čtyřkusové prototypové série, který vynesl na nízkou oběžnou dráhu vědeckou družici Proton 1 o hmotnosti 8300 kg, která dala nosiči jeho pozdější veřejné jméno. Další tři prototypy vzlétly v průběhu následujících 12 měsíců; z toho jeden start skončil neúspěchem. Více exemplářů této modifikace nebylo postaveno.